# Trésorerie de la Sécurité Sociale au Venezuela
 (signalé en juillet 2025).
Si vous disposez d'ouvrages ou d'articles de référence ou si vous connaissez des sites web de qualité traitant du thème abordé ici, merci de compléter l'article en donnant les références utiles à sa vérifiabilité et en les liant à la section « Notes et références ».
- Archive Wikiwix
- Bing
- Cairn
- DuckDuckGo
- E. Universalis
- Gallica
- Google
- G. Books
- G. News
- G. Scholar
- Persée
- Qwant
- (zh) Baidu
- (ru) Yandex
- (wd) trouver des œuvres sur Wikidata

La sécurité sociale est un droit fondamental et inaliénable humain et social garanti par l'État à tous les Vénézuéliens résidant sur le territoire de la République, selon le principe de la progressivité et les termes de la Constitution de la république bolivarienne du Venezuela, ainsi que les différentes lois nationales, les traités, accords et conventions signés et ratifiés par le République.

## Histoire
La sécurité sociale Venezuela Trésor est créé avec la nomination du trésorier du système de sécurité sociale par le défunt président de la république bolivarienne du Venezuela Hugo Chávez, pour garantir ce droit fondamental.
Il est une institution autonome dotée de la personnalité juridique, et relève du Ministère du Pouvoir Populaire pour processus de travail social du Venezuela.

## Fonction Principale
Le Trésor de la sécurité sociale doit assurer la collecte de système de sécurité sociale fonds financiers, afin d'assurer le fonctionnement de la retraite et pnesiones, et doit créer le système vénézuélien de l'Information de la sécurité sociale pour l'enregistrement et l'affiliation tous les travailleurs. Tout cela est garanti par la Loi fondamentale du système de sécurité sociale.

## Présent
Il a un répertoire de plus de 3000 établissements publics déposés et affecte une population de plus de 850 000 travailleurs.
La trésorerie de la sécurité sociale est chargée de l'administration des pensions de retraite et le Venezuela publique.
- Retraite réglementaire: Tout travailleur ayant 25 ans de service dans la fonction publique et 55 ans pour les femmes et 60 ans pour les hommes.
- Invalidité: Tout travailleur qui a travaillé dans l'administration publique au moins 3 années consécutives, et qui a subi un accident vous devenez inapte entre 50 et 70 % de sa capacité physique ou mentale.
- Sur la survie de la retraite : conjoint ou les enfants d'un travailleur qui aimait le bénéfice de la retraite réglementaire.
- Spécial de retraite : Il est administré directement par le vice-président du Venezuela, comme conditions à la retraite ou à la retraite doit être examiné et approuvé par son bureau.

Pour profiter de cet avantage, l'agence ou l'entité doit être solvable avec des contributions patronales et des cotisations des travailleurs.

## Avenir
Selon la loi organique du système de Sécurité sociale du Venezuela, le Trésor de la sécurité sociale à moyen terme va unifier tous les systèmes de sécurité sociale du Venezuela.

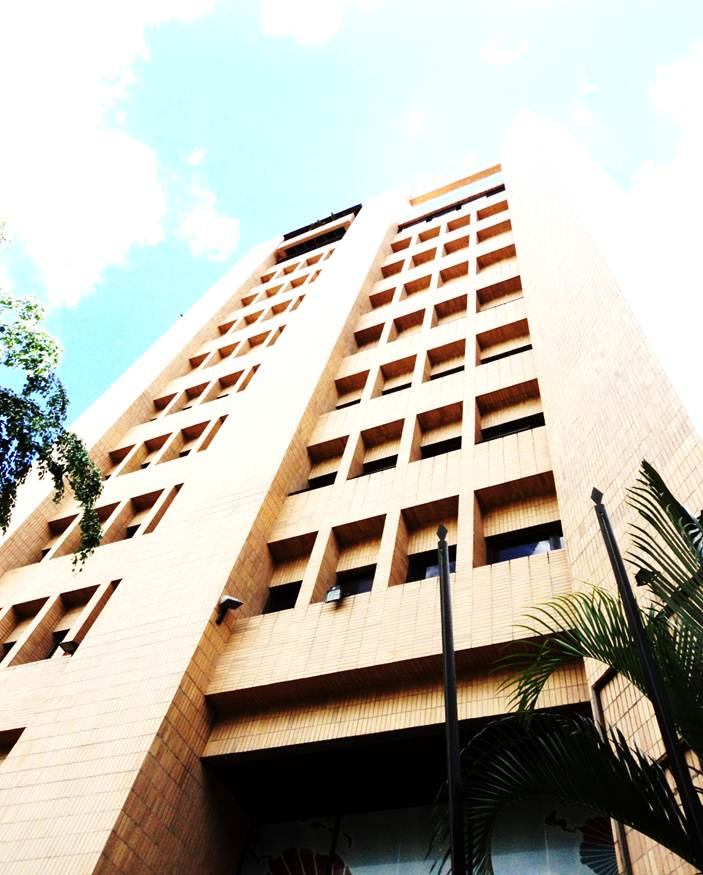
Vue Principale